# Мейен, Сергей Викторович
Серге́й Ви́кторович Ме́йен (17 декабря 1935 — 30 марта 1987) — советский геолог, эволюционист, палеоботаник, доктор геолого-минералогических наук (1969).
Выдвинул принцип хронологической взаимозаменяемости признаков в стратиграфии и концепцию глобального флорогенеза, основанную на анализе всего ископаемого материала по наземным растениям. Развил концепцию номогенеза.

## Биография
Родился в Москве 17 декабря 1935 года в семье потомка голландских эмигрантов, приехавших в Россию по призыву Петра I. Его отец, В. А. Мейен, работал во ВНИРО, занимался рыбоводством, опубликовал несколько статей. В 1937 году он завершил очерк философской системы, в которой соединялись элементы иррационализма, теистического эволюционизма и витализма. Изложенные в очерке идеи оказали влияние на философские и научные взгляды его сына. В октябре 1941 года В. А. Мейен был арестован по доносу, а в ноябре 1942 года — погиб в лагерях.
Учился в музыкальной школе по классу виолончели, готовясь стать профессиональным исполнителем.
В 1953 году поступил на геологический факультет МГУ, кафедра палеонтологии.
Посещал палеонтологический кружок при Палеонтологическом музее, а также лаборатории Палеонтологического института АН СССР, где с ним занимались известные палеонтологи Р. Ф. Геккер, Т. А. Добролюбова, Е. И. Иванова, Н. В. Кабакович, Б. А. Трофимов и К. К. Флеров.
С 1958 года работал в Геологическом институте АН СССР в Москве, под руководством М. Ф. Нейбург и В. А. Вахрамеева.
Заведующий Лабораторией палеофлористики ГИН АН СССР.
Читал лекции и спецкурсы в МГУ, МГРИ и МГПИ.
Участвовал на конференциях в ГДР, Индии, КНР, США и во Франции.
Скончался 30 марта 1987 года в Москве.